# NHL nabor
NHL nabor (angleško NHL Entry Draft) je vsakoletna prireditev, na kateri klubi lige NHL sistematično izbirajo pravice nad amaterskimi hokejisti, ki izpolnjujejo pogoje nabora. Severnoameriški hokejisti morajo biti stari med 18 in 20 let, za evropske hokejiste pa ni staroste omejitve. Nabor poteka dva do tri mesece po koncu vsake sezone NHL, klubi pa na njem izmenično izbirajo hokejiste. 
Prvi nabor je potekal leta 1963, od tedaj pa poteka vsako leto. Do leta 1979 je bil uradno imenovan NHL amaterski nabor. Od leta 1980 je nabor javna prireditev, od leta 1984 pa ga prenašajo po televiziji. Prvi izbor nabora gre klubu, ki zmaga na loteriji nabora pred glavno prireditvijo. Loterija določi tudi vrsti red izborov od dve do štirinajst, ostali izbori pa so podeljeni gleda na vrsti red končnice lige NHL.

## Slovenski hokejisti na naboru
| Leto | Hokejist      | Klub                | Št. nabora |
| ---- | ------------- | ------------------- | ---------- |
| 1998 | Edo Terglav   | Buffalo Sabres      | 249.       |
| 2000 | Jure Penko    | Nashville Predators | 203.       |
| 2001 | Marcel Rodman | Boston Bruins       | 282.       |
| 2005 | Anže Kopitar  | Los Angeles Kings   | 11.        |
| 2006 | Jan Muršak    | Detroit Red Wings   | 182.       |
| 2017 | Jan Drozg     | Pittsburgh Penguins | 152.       |